# Pyramide
Pyramide es el tercer álbum del artista de Hip Hop argentino, Dante Spinetta, lanzado en el año 2010. Este álbum incluye 12 tracks, y muestra a un Dante más consolidado en lo que el mismo reconoce como una unidad de espíritu, cuerpo y alma. Es un disco 100% de música urbana inspirado en las calles, el futurismo, las mujeres y los transformers.

## Temas
Mostro, el primer corte del álbum, "habla de la transformación que sufre la gente en la noche, como mutamos, como nos comportamos de maneras que no lo haríamos durante el día, el 'mostro' atrae... convierte", cuenta Dante. El video del tema se estrenó en marzo.
La canción Pyramide describe la sensación y la mirada que llega con ser adulto, la trasformación desde adentro. La vuelta al centro. La calma. Lo que cuenta, lo que vale. "Es ir por el mundo con otra info. Un tema anti-reality. La geometría sagrada", dice Dante.
Pa' Tras es un detonador de clubes. Junto a Residente, es un tema satírico, divertido, con una base electro y un sonido moderno, en donde todo está para atrás, literalmente. La canción surgió en un viaje de Dante y amigos, entre quienes estaba Residente de Calle 13.
Cumpa (El mero mero) es una cumbia peruana, western, urbana. Un tema épico con la participación clave de Adrián Dárgelos en la letra. "El último amanecer de los cowboys y los indios, el día que Isis cerró sus ojos, el día que el amor le importó a pocos".
Alelí, con Fito Páez, es una canción mágica con un halo folclórico y mezcla de música urbana. La tristeza de una mujer, que está esperando, el juego con el fuego rojizo y otra vez, la trasformación y la desilusión.

## Lista de canciones
1. Pyramide
2. Gira Gira
3. Mostro
4. Pa' Tras (feat. Residente de Calle 13)
5. Tomen Distancia
6. H.M.P.
7. Cumpa (El Mero Mero) (feat. Adrián Dárgelos de Babasonicos)
8. Gisela
9. Me Quiere, No Me Quiere
10. Cachivache
11. Alelí (feat. Fito Páez)
12. Visión Nocturna

## Colaboraciones
El álbum cuenta con invitados especiales como Fito Páez, Residente de Calle 13 y Adrián Dárgelos de Babasonicos. "Pyramide" fue grabado en los estudios "La Diosa Salvaje", en Buenos Aires, mezclado en Phonic Monkey y producido íntegramente por Dante. En el álbum también participan Rafael Arcaute (teclados), Guillermo Vadalá (bajo) y Carlos Salas (percusión).
- Datos: Q6093588